# Рівняння Безу
В елементарній теорії чисел, тотожність (рівняння) Безу (також використовують назву лема Безу) це наступна теорема:
| Тотожність Безу. Нехай {\displaystyle a} i {\displaystyle b} цілі числа з найбільшим спільним дільником {\displaystyle d}. Тоді існують цілі числа {\displaystyle x} і {\displaystyle y} такі, що {\displaystyle ax+by=d}. Більш точніше, цілі числа вигляду {\displaystyle ax+by} є дільниками {\displaystyle d}. |

Найбільшим спільним дільником двух нулів прийнято вважати 0. Цілі числа {\displaystyle x} i {\displaystyle y} називаються коефіцієнтами Безу для {\displaystyle (a,b)}; вони не єдині. Пара коефіцієнтів Безу може бути обчислена за допомогою розширеного алгоритму Евкліда i ця пара є однією з двох пар таких, що {\displaystyle |x|\leq |b/d|} і {\displaystyle |y|\leq |a/d|}. Рівність може мати місце лише за умови, що одне з {\displaystyle a} або {\displaystyle b} є кратним іншому.
Як приклад, найбільшим спільним дільником 15 i 69 є 3, i можна записати {\displaystyle 15\cdot (-9)+69\cdot 2=3}.
Багато інших теорем в елементарній теорії чисел, таких як Лема Евкліда або китайська теорема про остачі, є наслідками рівняння Безу.
Кільце Безу — це область цілісності, в якій виконується рівняння Безу. Зокрема, рівняння Безу виконується в області головних ідеалів. Таким чином, кожна теорема, яка випливає з рівняння Безу, є справедливою у всіх цих областях.

## Структура розв’язку
Якщо {\displaystyle a} i {\displaystyle b} не є одночасно нулями, i одна пара коефіцієнтів Безу {\displaystyle (x,y)} була знайдена (наприклад, за допомогою розширеного алгоритму Евкліда), то усі пари можна представити у вигляді
{\displaystyle \left(x-k{\frac {b}{d}},\ y+k{\frac {a}{d}}\right),}
де {\displaystyle k} — довільне ціле число, {\displaystyle d} — найбільший спільний дільник чисел {\displaystyle a} та {\displaystyle b}, i дроби спрощено до цілих чисел.
Якщо обидва {\displaystyle a} i {\displaystyle b} ненульові, тоді рівно дві з цих пар коефіцієнтів Безу задовольняють умови
{\displaystyle |x|\leq \left|{\frac {b}{d}}\right|\quad {\text{та}}\quad |y|\leq \left|{\frac {a}{d}}\right|,}
а рівність може мати місце лише в тому випадку, якщо одне з {\displaystyle a} та {\displaystyle b} ділить інше. Це випливає з властивості ділення з остачею: нехай задано два ненульових цілих числа {\displaystyle c} i {\displaystyle d}, якщо {\displaystyle d} не ділить {\displaystyle c}, то є рівно одна
пара {\displaystyle (q,r)} така, що {\displaystyle c=dq+r} та {\displaystyle 0<r<|d|}, та іще одна пара така, що {\displaystyle c=dq+r} та {\displaystyle |d|<r<0}.
Дві пари малих коефіцієнтів Безу, які отримують із відомої пари {\displaystyle (x,y)} зафіксувавши {\displaystyle k} у наведеній вище формулі, будь-яке з двох цілих чисел найближчих до {\displaystyle {\frac {x}{b/d}}}.
Розширений алгоритм Евкліда завжди дає одну з цих двох мінімальних пар.

### Приклад
Нехай {\displaystyle a=12} i {\displaystyle b=42}, тоді {\displaystyle {\text{НСД}}(12,42)=6} i маємо наступні рівняння Безу, де червоним позначено коефіцієнти Безу для мінімальних пар i синім для інших:
{\displaystyle {\begin{aligned}\vdots \\12&\times ({\color {blue}{-10}})&+\;\;42&\times \color {blue}{3}&=6\\12&\times ({\color {red}{-3}})&+\;\;42&\times \color {red}{1}&=6\\12&\times \color {red}{4}&+\;\;42&\times ({\color {red}{-1}})&=6\\12&\times \color {blue}{11}&+\;\;42&\times ({\color {blue}{-3}})&=6\\12&\times \color {blue}{18}&+\;\;42&\times ({\color {blue}{-5}})&=6\\\vdots \end{aligned}}}
Якщо {\displaystyle (x,y)=(18,-5)} — початкова пара коефіцієнтів Безу, тоді {\displaystyle {\frac {18}{42/6}}\in [2,3]} визначає мінімальну пару для {\displaystyle k=2} та {\displaystyle k=3} тобто {\displaystyle (18-2\cdot 7,-5+2\cdot 2)=(4,-1)} i {\displaystyle (18-3\cdot 7,-5+3\cdot 2)=(-3,1).}

## Доведення
Нехай задано будь-які ненульові цілі числа {\displaystyle a} та {\displaystyle b} i нехай {\displaystyle S=\{ax+by\mid x,y\in \mathbb {Z} {\text{ і }}ax+by>0\}}. Множина {\displaystyle S} не є порожньою, оскільки вона включає або {\displaystyle a}, або {\displaystyle -a} (з {\displaystyle x=\pm 1} та {\displaystyle y=0})Оскільки {\displaystyle S} — непорожня множина натуральних чисел, то вона має мінімальний елемент {\displaystyle d=as+bt} принципом цілковитого впорядкування. Щоб довести, що {\displaystyle d} — найбільший спільний дільник {\displaystyle a} та {\displaystyle b}, треба довести, що {\displaystyle d} — спільний дільник {\displaystyle b} та {\displaystyle b}, i що для будь-якого іншого спільного дільника {\displaystyle c} виконується нерівність {\displaystyle c\leq d}.
Відповідно до алгоритму Евкліда ділення з остачею {\displaystyle a} на {\displaystyle d} отримуємо, що
{\displaystyle a=dq+r\quad {\text{з}}\quad 0\leq r<d.}
Остача {\displaystyle r} належить {\displaystyle S\cup \{0\}}, оскільки
{\displaystyle {\begin{aligned}r&=a-qd\\&=a-q(as+bt)\\&=a(1-qs)-bqt.\end{aligned}}}
Таким чином, {\displaystyle r} має вигляд {\displaystyle ax+by}, i отже {\displaystyle r\in S\cup \{0\}}. Але {\displaystyle 0\leq r<d} і {\displaystyle d} — найменше натуральне число в {\displaystyle S}: отже, остача {\displaystyle r} не може належати {\displaystyle s}, тому обов’язково {\displaystyle r=0}. Це означає, що {\displaystyle d} — дільник {\displaystyle a}. Аналогічно, {\displaystyle d} також є дільником {\displaystyle b}, і {\displaystyle d} — спільний дільник {\displaystyle a} та {\displaystyle b}.
Нехай {\displaystyle c} — будь-який спільний дільник {\displaystyle a} та {\displaystyle b}; тобто існують такі {\displaystyle u} та {\displaystyle v}, що {\displaystyle a=cu} і {\displaystyle b=cv}. Таким чином,
{\displaystyle {\begin{aligned}d&=as+bt\\&=cus+cvt\\&=c(us+vt).\end{aligned}}}
Тобто {\displaystyle c} — дільник {\displaystyle d}, а отже, {\displaystyle c\leq d}.

## Узагальнення

### Для трьох або більше цілих чисел
Тотожність Безу можна узагальнити на випадок більш ніж двох цілих чисел: якщо
{\displaystyle {\text{НСД}}(a_{1},a_{2},\dots ,a_{n})=d,}
тоді є цілі числа {\displaystyle x_{1},x_{2},\dots ,x_{n}} такі, що
{\displaystyle d=a_{1}x_{1}+a_{2}x_{2}+\cdots +a_{n}x_{n}}
має наступні властивості:
- {\displaystyle d} — найменше натуральне число такого вигляду,
- будь-яке число такого вигляду кратне {\displaystyle d}.

### Для многочленів
Тотожність Безу працює i у випадку многочленів однієї змінної над деяким полем точно так само, як i для цілих чисел. Зокрема, коефіцієнти Безу та найбільший спільний дільник можуть бути обчислені за допомогою розширеного алгоритму Евкліда.
Оскільки спільні корені двох многочленів є коренями їх найбільшого спільного дільника, то тотожність Безу i основна теорема алгебри дають
наступний результат:
Для многочленів {\displaystyle f} i {\displaystyle g} однієї змінної i з коефіцієнтами над деяким полем існують поліноми {\displaystyle a} i b такі, що {\displaystyle af+bg=1}, тоді i лише тоді, якщо {\displaystyle f} i {\displaystyle g} не мають спільного кореня в будь-якому алгебраїчно замкненому полі (зазвичай це поле комплексних чисел).
Узагальнення цього результату на випадок довільної кількості поліномів та невизначених рівнянь є Теорема Гільберта про нулі.

### Для області головних ідеалів
Як зазначено у вступі, тотожність Безу працює не тільки в кільці цілих чисел, але i в будь-якій іншій області головних ідеалів.Тобто, якщо {\displaystyle R} — область головних ідеалів, {\displaystyle a} і {\displaystyle b} — елементи {\displaystyle R}, i {\displaystyle d} є найбільшим спільним дільником {\displaystyle a} і {\displaystyle b}, тоді в {\displaystyle R} є елементи {\displaystyle x} і {\displaystyle y} такі, що {\displaystyle ax+by=d}. Причина у тому, що ідеал {\displaystyle Ra+Rb} є головним i дорівнює {\displaystyle Rd}.
Область цілісності в якій виконується тотожність Безу називається кільцем Безу.

## Історія
Французький математик Етьєн Безу (1730–1783) довів цю тотожність для поліномів. Однак це твердження для цілих чисел можна знайти вже в роботі іншого французького математика, Клода Гаспара Баше де Мезиріака (1581–1638).

## Зовніші лінки
- Онлайн-калькулятор для рівняння Безу.
- Weisstein, Eric W. Bézout's Identity(англ.) на сайті Wolfram MathWorld.